# 居土
居土（いつち）は、青森県南津軽郡大鰐町の大字。郵便番号は038-0233。

## 地理
大鰐町の北西部に位置し、当地の北部は弘前市に接し、山に囲まれる地区。北部は弘前市松木平・大沢・堂ケ平山、東部は三ツ目内・虹貝、南部は十和田山・濁山、西部は三ツ嶽・一野渡、西北部は大和沢・小栗山に接する。

### 小字
小字として芦ノ沢・居土・折紙口・観音堂・狐平高野新田・高野平・猿倉・沢田・外ノ沢・滝沢・田ノ沢・花岡・春木沢・東田・桧ノ沢・踏取越・三嵩・三ツ目内山・宮本・目屋沢・山部がある。

## 歴史

### 沿革
- 1592年（文禄元年） - 戦国武将、小笠原信浄が当地に隠居する。
- 1871年（明治4年） - 弘前県を経て青森県に所属。
- 1878年（明治11年） - 南津軽郡に所属。
- 1879年（明治12年） - 戸数61・人口414、馬44。物産は米・粫米・大豆・木材（共武政表）。
- 1889年（明治22年） - 居土村から大鰐村の大字になる。
- 1891年（明治24年） - 当時の記録では戸数75、人口511、厩14であった（徴発物件一覧）。
- 1923年（大正12年） - 大鰐町の大字になる。
- 1955年（昭和30年） - 弘南バス大鰐案内所が開設されたことにより、当地まで路線バスが運転され、交通の便が良くなる。

## 施設

### 神社
- 熊野神社

## 小・中学校の学区
町立小・中学校に通う場合、学区は以下の通りとなる。
| 大字 | 番・番地 | 小学校             | 中学校             |
| ---- | -------- | ------------------ | ------------------ |
| 居土 | 全域     | 大鰐町立大鰐小学校 | 大鰐町立大鰐中学校 |

## 交通
- 弘南バス

居土、熊野神社、滝ノ沢神社前、高野新田北口、高野新田（居土・高野新田線）停留所。